# Alizaryna
Alizaryna, czerwień alizarynowa – organiczny związek chemiczny z grupy chinonów, pochodna antrachinonu. Czerwony barwnik stosowany już w starożytności jako tzw. kraplak, pozyskiwany z korzeni marzany barwierskiej.

## Otrzymywanie
Dawniej otrzymywana z korzeni marzany barwierskiej, w której występuje jako glikozyd o nazwie kwas ruberytrynowy. Obecnie wytwarzana syntetycznie w wyniku stapiania zasady sodowej z kwasem antrachinono-2-sulfonowym.
Alizaryna została po raz pierwszy otrzymana w stanie czystym z materiału roślinnego i oznaczona przez Pierre’a Jeana Robiqueta i Jean-Jacques’a Colina w 1826 roku.
Alizaryna była pierwszym barwnikiem naturalnym otrzymanym w roku 1869 na drodze syntezy chemicznej.

## Zastosowanie
| Alizaryna | Alizaryna | Alizaryna   | Alizaryna | Alizaryna |
| --------- | --------- | ----------- | --------- | --------- |
| pH < 5,6  | ⇄         | pH 7,2–11,0 | ⇄         | pH > 12,4 |

Barwienie materiałów biologicznych alizaryną pozwala na detekcję złogów wapnia. Może być też stosowana jako wskaźnik pH (zmiana koloru w pH 5,6–7,2 z żółtego na czerwony, a w pH 11,0–12,4 z czerwonego na fioletowy. Jako kraplak jest stosowana w malarstwie artystycznym.
Sól sodowa sulfonowanej pochodnej alizaryny znana jest jako
czerwień alizarynowa S lub alizaryna S.
Jest stosowana jako wskaźnik pH (zmiana koloru w pH 4,6–6,0 z żółtego na czerwony) oraz w chemii analitycznej do wykrywania kationów glinu oraz skandu, itru i cyrkonu. 